# Acide gorlique
L'acide gorlique est un acide gras à 18 atomes de carbone dont la chaîne aliphatique contient une double liaison et se termine par un cycle cyclopenténique. Il est extrait de l'huile de chaulmoogra (Hydnocarpus wightiana), un arbre d'Asie du Sud-Est, dont il constitue 12,8 % des acides gras. Cette huile est l'un des plus anciens remèdes connus contre la lèpre,.